# Rue du Bouffay
La rue du Bouffay est une voie de Nantes, en France.

## Situation et accès
Située dans le centre-ville de Nantes, la rue du Bouffay, qui relie la place du Bouffay à la rue de la Paix, est pavée et fait partie de la zone piétonnière du Bouffay. Elle rencontre, sur son côté nord, la rue Belle-Image.

## Origine du nom
La rue porte le nom du quartier, et de la place du Bouffay, en raison du château du Bouffay qui était situé à proximité.

## Historique
À l'intersection des rues du Bouffay et Belle-Image, se tenait la tour du Bouffay, sur l'une des tours nord du château éponyme qui occupait le côté sud de la rue. Cette tour, surmontée beffroi et d'une lanterne fut construite en 1664, à l'instigation de la Ville. L'horloge qui s'y trouvait sera également réalisée grâce aux deniers publics. En 1793, le gouvernement révolutionnaire prend à sa charge l'entretien du bâtiment, qui sera finalement démolie en 1848. Seul le beffroi, la lanterne et la cloche qui marquait les heures (baptisée « La Bouffay ») seront replacés au sommet de l'église Sainte-Croix.